# Сен-Мандрие-сюр-Мер (кантон)
Сен-Мандрие-сюр-Мер (фр. Saint-Mandrier-sur-Mer) — упразднённый кантон на юго-востоке Франции, в регионе Прованс — Альпы — Лазурный Берег (департамент — Вар, округ — Тулон).

## Состав кантона
Кантон был образован в 1973 году в качестве административного центра для коммун округа Тулон. До марта 2015 года включал в себя одноимённую коммуну и часть Ла-Сен-сюр-Мер, площадь кантона — ? км², население — 29 708 человек (2010), плотность населения — ? чел/км².
| Коммуна             | Французское название   | Площадь, км²                | Население, чел. (2012)         |
| ------------------- | ---------------------- | --------------------------- | ------------------------------ |
| Ла-Сен-сюр-Мер      | La Seyne-sur-Mer       | Кантон: — ? (всего — 22,17) | Кантон: 23 958 (всего: 63 902) |
| Сен-Мандрие-сюр-Мер | Saint-Mandrier-sur-Mer | 5,12                        | 5 750                          |

29 марта 2015 года кантон официально упразднён согласно директиве от 27 февраля 2014, а коммуны вошли в состав вновь созданного кантона Ла-Сен-сюр-Мер-2.